# Molophilus sabethoides
Molophilus sabethoides är en tvåvingeart som beskrevs av Edwards 1927. Molophilus sabethoides ingår i släktet Molophilus och familjen småharkrankar. Inga underarter finns listade i Catalogue of Life.